# わらの犬
『わらの犬』（Straw Dogs）は、1971年製作のアメリカ映画である。監督はサム・ペキンパー。日本では1972年4月公開。『ワイルドバンチ』などの西部劇で知られるペキンパーの、長編映画としては初の現代劇で、原作はイギリスの作家ゴードン・M・ウィリアムズの『トレンチャー農場の包囲』である。主演はダスティン・ホフマン。

## 概要
タイトルは「天地不仁、以万物為芻狗」という『老子』の言葉に由来する。天地にとって万物は芻狗（祭儀に用いるわらの犬）のようなものでしかないという意味である。ペキンパーはイギリスの劇作家ハロルド・ピンター（2005年度ノーベル文学賞受賞者）に脚本執筆を打診したが、過激な内容に嫌悪感を覚えたピンターは断ったという。
1970年代には、被害者が加害者に対して過激な暴力で復讐する映画が多数製作された。映画評論家のローレンス・シャファー（Lawrence Shaffer）はその状況を「わらの犬症候群（Straw Dogs syndrome）」と呼んだ。

## ストーリー
数学者のデイヴィッド・サムナーと妻エイミーは物騒な都会生活から逃れるため、妻の故郷でもあるイギリスの片田舎に引っ越してきた。だが、いざ蓋を開ければ村の若者たちから嘲笑を浴び、嫌がらせを受ける毎日。彼らにひとこと言うようにエイミーからけし掛けられても、気弱なデイヴィッドは取り合おうとしない。ある日、精神薄弱者のヘンリーを家に匿ったことから、彼をリンチにかけようとする若者たちの総攻撃を受ける。知人であるスコット少佐が仲裁に入るも、揉み合った挙句に撃ち殺されてしまう。それを見たデイヴィッドの中で、何かがはじけた。恐怖に脅えるエイミーが止めようとするのにも構わず、デイヴィッドは次第に暴力の渦に飲み込まれていくのだった。

## キャスト
| 役名                   | 俳優                 | 日本語吹替                          |
| 役名                   | 俳優                 | 日本テレビ版                        |
| ---------------------- | -------------------- | ----------------------------------- |
| デイヴィッド・サムナー | ダスティン・ホフマン | 東野孝彦                            |
| エイミー・サムナー     | スーザン・ジョージ   | 来路史圃                            |
| トム・ヘッデン         | ピーター・ヴォーン   | 金井大                              |
| スコット少佐           | T・P・マッケンナ     | 西田昭市                            |
| チャーリー・ヴェナー   | デル・ヘニー         | 小林勝彦                            |
| クリス・コージー       | ジム・ノートン       | 田中亮一                            |
| ノーマン・スカット     | ケン・ハッチソン     | 山田康雄                            |
| ジャニス・ヘッデン     | サリー・ソムセット   | 鵜飼るみ子                          |
| ハリー・ウェア         | ロバート・コーガン   | 国坂伸                              |
| 日本語スタッフ         |                      |                                     |
| 演出                   |                      |                                     |
| 翻訳                   |                      |                                     |
| 効果                   |                      |                                     |
| 調整                   |                      |                                     |
| 制作                   |                      |                                     |
| 解説                   | 解説                 | 水野晴郎                            |
| 初回放送               | 初回放送             | 1975年10月22日 『水曜ロードショー』 |

## 本作のファンや日本での反響など
- 井筒和幸はペキンパーを敬愛している監督の一人にあげ、ダスティン・ホフマンを好きな役者の一人にあげており、本作を絶賛し著書でもとりあげ、本作のヒロイン役のスーザン・ジョージがヒロインを務めたピーター・フォンダ主演『ダーティ・メリー/クレイジー・ラリー』も絶賛している[2]。
- 『キネマ旬報』の特別企画で脚本家の野沢尚は邦画では『砂の器』や降旗康男『駅 STATION』など、洋画ではドン・シーゲル『ダーティハリー』やロナルド・ニーム『ポセイドン・アドベンチャー』、ウィリアム・フリードキン『エクソシスト』、シドニー・ルメット『狼たちの午後』、アーサー・ペン『俺たちに明日はない』、ジョゼ・ジョヴァンニ『暗黒街のふたり』と共にペキンパー『ゲッタウェイ』と本作を選び、君塚良一も本作をベスト１０の一本に選んだ[3]。
- ラジオ番組『スカパー! 日曜シネマテーク』にコメント出演した辻仁成は自身の「映画ベスト3」を選ぶ企画で、ジョン・カサヴェテス『ハズバンズ』ハル・アシュビー『チャンス』と共に本作を自身の映画ベスト3に選んだ[4]。